# سمك رياضة الصيد

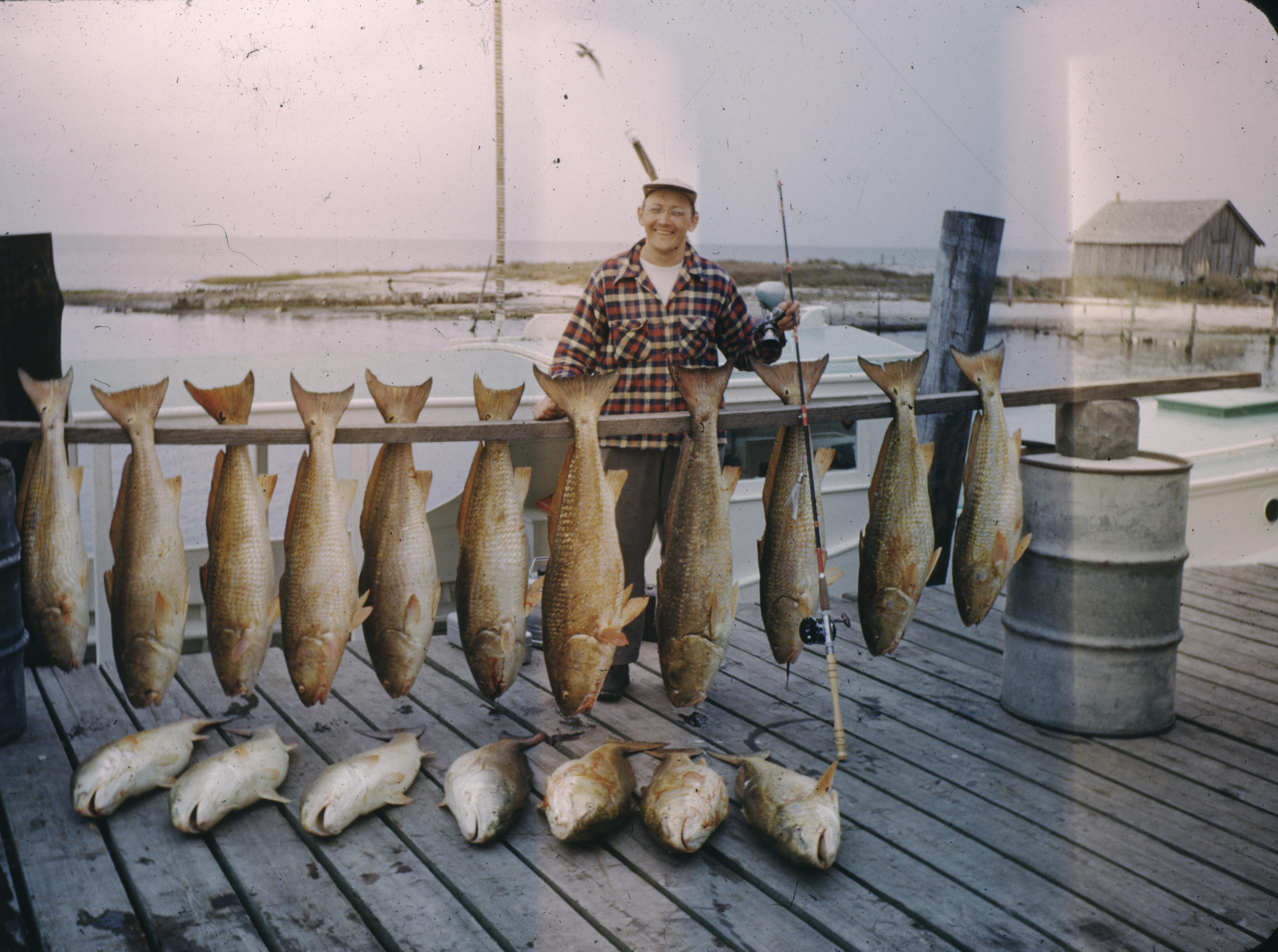
صيد أسماك المياه المالحة الكبيرة في عام 1949.

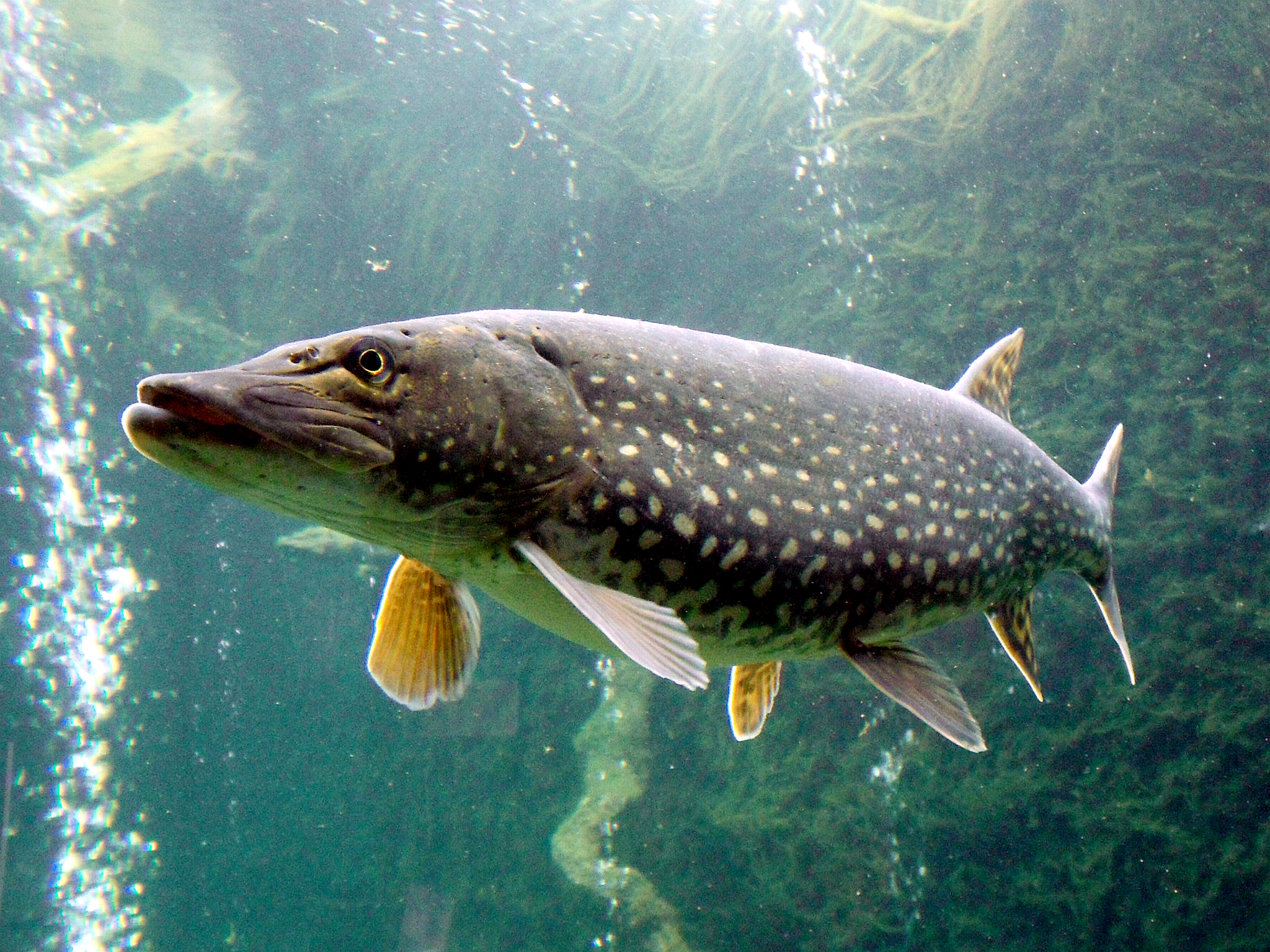
سمك الكراكي

سمك رياضة الصيد تشير أسماك الصيد أو الأسماك الرياضية أو المحجر إلى الأسماك الشعبية التي يتبعها الصيادون الترفيهيون ، ويمكن أن تكون أسماك المياه العذبة أو أسماك المياه المالحة. يمكن أن تؤكل أسماك الطرائد بعد صيدها أو إطلاقها بعد صيدها. كما يتم استهداف بعض أسماك الطرائد تجاريًا ، وخاصة السلمون والتونة.
تُعرف أحيانًا عينات سمك رياضة الصيد أو أسماك الطرائد التي تكون قياساتها (طول الجسم ووزنه) أعلى بكثير من متوسط الأنواع باسم أسماك الغنائم.

## أمثلة
تختلف أنواع الأسماك التي يقدرها الصيادون باختلاف الجغرافيا والتقاليد. يتم البحث عن بعض الأسماك لقيمتها كغذاء ، بينما يتم السعي وراء البعض الآخر بسبب قدراتها القتالية ، أو لصعوبة إغراء الأسماك بنجاح لقضم الخطاف.
أسماك الطرائد الكبيرة هي الأسماك العظمية ذات المياه المالحة الزرقاء مثل التونة ، الطربون ، الهامور وسمك الخرمان (سمكة أبو شراع ، سمك المارلين وسمك أبو سيف). في بعض الأحيان يتم متابعة الأسماك المفترسة الأخرى مثل أسماك القرش والباراكودا وسمك الدلفين.
في أمريكا الشمالية ، يصطاد العديد من الصيادون من أجل السنوك العادية ، والسمك الأحمر ، والسلمون / التراوت ، والباس ، والبايك الشمالي ، والمسكلينج ، والي / الصوجر ، وسمك الحفش والعديد من أنواع سمك السلور.
يُطلق على أصغر الأسماك التي يبحث عنها الصيادون بشكل روتيني اسم بانفيش ، لأنها يمكن أن تتناسب بشكل كامل مع مقلاة عادية. ومن الأمثلة على ذلك الكرابي ، وسمك الفرخ ، والباس الصخري ، والخياشيم الزرقاء ، وأسماك الشمس. غالبًا ما يبحث الصيادون الأصغر سنًا عن سمك البانور ، ويرجع ذلك جزئيًا على الأقل إلى السهولة النسبية التي يمكن صيدها بها.
في المملكة المتحدة ، تشير "أسماك الطرائد" تحديدًا إلى السالمونيدات (بخلاف الرمادية) - أي السلمون والتراوت والشار. تسمى أسماك المياه العذبة الشعبية الأخرى الأسماك الخشنة أو الأسماك الخشنة.
تم إدخال بعض أسماك الطرائد الشعبية وتخزينها في جميع أنحاء العالم. سلمون قوس قزح ، على سبيل المثال ، يمكن العثور عليه تقريبًا في أي مكان يكون فيه المناخ مناسبًا ، من موطنه الأصلي على ساحل المحيط الهادئ في أمريكا الشمالية إلى جبال جنوب إفريقيا ، وهو مدرج الآن كواحد من أسوأ الأنواع الغازية.

## برامج تعليم سمك رياضة الصيد
وكجزء من ممارسات الصيد والإطلاق التي تم تشجيعها لتعزيز الحفظ ، تم وضع برامج وضع العلامات. بعض أهدافهم هي تحسين إدارة موارد مصايد الأسماك والاحتفاظ بسجلات عن الوفرة ومعدلات النمو والعمر والهجرة وتحديد السلالة.
بعض برامج العلامات المعروفة في الولايات المتحدة هي برنامج كارولاينا الجنوبية وبرنامج فرجينيا. بدأ برنامج وضع العلامات على الأسماك في لعبة كارولاينا الجنوبية البحرية في عام 1974 وهو الآن أكبر برنامج لوضع العلامات العامة في جنوب شرق الولايات المتحدة. يتم تدريب الصيادون ومن ثم يتلقون مجموعة أدوات مع العلامات ، والقضيب ، والتعليمات. عند وضع علامة على سمكة ، يستخدم الصيادون بطاقة بريدية للرد يتلقونها مسبقًا لإرسال المعلومات حول رقم العلامة وتاريخ العلامة والموقع والأنواع والحجم. يصدر هذا البرنامج للصيادين الذين يقومون بوضع علامة على 30 نوعًا مؤهلًا أو أكثر وإطلاقها في غضون عام ، وهي عبارة عن جائزة حماية. عندما يستعيد الصياد سمكة معلمة ، يجب عليهم الإبلاغ عن الاستعادة. إذا أمكن ، يجب الإبلاغ عن رقم العلامة والعنوان البريدي ، إلى جانب مكان وتاريخ الاستعادة ، وكذلك قياس الأسماك. الهدف هو تزويد علماء الأحياء بالمعلومات اللازمة لتحديد معدل النمو من خلال قياس دقيق. بدأ برنامج فرجينيا في عام 1995 ويحتفظ بسجلات للأسماك المستعادة منذ ذلك الحين. هذا برنامج سنوي يبدأ في يناير ويقتصر على 160 من الصيادين. يتلقى الصيادون ورش عمل تدريبية في فبراير ومارس.

## السجلات
الدليل الرسمي لسجلات أسماك المياه العذبة والمياه المالحة هو الرقم القياسي العالمي لسمك رياضة الصيد ، التي تنشرها سنويًا الرابطة الدولية لصيد الأسماك (IGFA) ، والتي تحتفظ بسجلات لما يقرب من 400 نوع حول العالم. يتم تصنيف السجلات ، مع سجلات منفصلة للصغار ، لنوع الخيط والخط المستخدم ، لصيد الأسماك ، والسجلات المحلية. تنظم الرابطة الدولية لصيد الأسماك أيضًا بطولات المياه المالحة العالمية.